# 窄边蒲公英
窄边蒲公英（学名：Taraxacum pseudoatratum）为菊科蒲公英属下的一个种。

## 扩展阅读
- 維基物種上的相關：窄边蒲公英